# حركة الشيكانو
حدثت حركة الشيكانو في ستينيات القرن الماضي، وعرفت أيضًا باسم حركة الحقوق المدنية للشيكانو وهم الأمريكيين المكسيكيين، طالبت الحركة بالحقوق المدنية ووسّعت حركة الحقوق المدنية المكسيكية الأمريكية في الستينيات عن طريق وضع أهداف معلنة والعمل عليها. ومثلما حصل في حركة (القوة السوداء) كتب المثقفون أيضًا عن القمع ووحشية الشرطة في مواجهة أعضاء هذه الحركة.

## الأصول
طالبت حركة الشيكانو بقائمة طويلة من القضايا منها إعادة توزيع الأراضي وإقرار حقوق المزارعين وتعزيز التعليم وإقرار حق التصويت والحقوق السياسية، وكذلك تسليط الضوء على التاريخ المشترك. تطرقت حركة الشيكانو من الناحية الاجتماعية إلى الصور النمطية العرقية السلبية للمكسيكيين في وسائل الإعلام والرأي العام الأمريكي. وصف إدوارد إسكوبار بعضًا من السلبيات في ذلك الوقت ضمن مقالٍ نُشر في مجلة التاريخ الأمريكي. وقد حققت حركة الشيكانو أهدافها من خلال الأعمال الأدبية والفنون البصرية التي صورت العنصرية الأمريكية وممارساتها الثقافية.
استخدم مصطلح (الشيكانو) في الأصل كتسمية ازدراء لأبناء وبنات المهاجرين المكسيكيين. يفضل البعض لفظ كلمة (شيكانو) كـ (إكسيكانو). ميز الناس في أمريكا والمكسيك هذا الجيل الجديد من الأمريكيين من أصل مكسيكي حيث لم ينظر أحدٌ إليهم كأمريكيين، ولم يكونوا (مكسيكيين) أيضًا.
كما تطرقت حركة الشيكانو إلى موضوع التمييز ضمن المؤسسات العامة والخاصة. شكل الأمريكيون من أصل مكسيكي منظمات لحماية أنفسهم من التمييز العنصري في أوائل القرن العشرين. كانت رابطة مواطني أمريكا اللاتينية إحدى من تلك المنظمات، تم تشكيلها في عام 1929 ولازالت نشطة حتى اليوم.

## الجغرافيا
لقد أولى الباحثون بعض الاهتمام لجغرافية الحركة، واعتبروا الجنوب الغربي مركزًا للصراع. ولكن نلاحظ عند فحص نشاط الحركة من خلال الخرائط أن النشاط لم ينتشر بالتساوي في المناطق وأنّ بعض المنظمات والأنشطة اقتصرت على مناطق جغرافية معينة. على سبيل المثال شكّل الأمريكيون من أصل مكسيكي في جنوب تكساس نسبة كبيرة من السكان وكان لديهم تاريخ في المشاركات الانتخابية، كان حزب رازا أونيدا في عام 1970 والذي أسسه جوز أنجيل جوتيريز يأمل في الفوز في الانتخابات من خلال حشد أصوات الأمريكيين من أصل مكسيكي. وهكذا أصبح حزب رازا أونيدا محور نشاط حركة الشيكانو في ولاية تكساس في أوائل السبعينيات من القرن العشرين.
اتخذت الحركة في كاليفورنيا شكلًا مختلفًا أقل اهتمامًا بالانتخابات. شكل الأمريكيون من أصل مكسيكي في لوس أنجلوس تحالفات مع غيرهم من المضطهدين والتزموا بمحاربة الإمبريالية الأمريكية والعنصرية. كانت منظمة القبعات البنية المرتبطة بحزب النمر الأسود أحد مظاهر التعددية العرقية في لوس أنجلوس. كما عكست احتجاجات الشيكانو المناهضة للحرب في عامي 1970 و 1971 التعاون النشط بين الأميركيين من أصل إفريقي والأمريكيين من أصل ياباني والأميركيين من أصل هندي والناشطين البيض المناهضين للحرب الذين نشطوا في جنوب كاليفورنيا.
توزع نشاط الطلاب الأمريكيين من أصل مكسيكي أيضًا على مناطق جغرافية معينة. تأسست حركة (MEChA) في سانتا باربارا في كاليفورنيا عام 1969 ووحدت العديد من مجموعات الطلاب الجامعيين الأمريكيين من أصل مكسيكي تحت مظلة واحدة. أصبحت (MEChA) منظمة متواجدة في عدة ولايات، رغم أن مراقبة التوسع السنوي لها أظهرت تركزه بشكل مستمر في ولاية كاليفورنيا. ويعرض مشروع الخرائط الرقمية للحركات الاجتماعية الأمريكية خرائط ورسوم بيانية توضح أنه رغم إضافة الحركة للعشرات والمئات من الفروع كانت الغالبية العظمى تتركز في ولاية كاليفورنيا، حيث أدى ذلك إلى سؤال العلماء عن الظروف التي تجعل ولاية كاليفورنيا فريدة من نوعها، والتساؤل لماذا الطلاب الأمريكيين من أصل مكسيكي في الولايات أخرى أقل اهتمامًا بحركة (MEChA).

## النشاط السياسي
بدأت حملات دفع الضرائب في عام 1949 وعام 1950 تحت عنوان (ادفع ضرائب الانتخاب) بتسجيل الناخبين الأمريكيين من أصل مكسيكي. على الرغم من أنهم لم يتمكنوا من إلغاء ضريبة الانتخاب إلا أن جهودهم جذبت ناخبين أمريكيين من أصل لاتيني بدأوا بانتخاب ممثلين لاتينيين لهم
في مجلس النواب في ولاية تكساس وفي الكونجرس في أواخر الخمسينات وأوائل الستينات من القرن العشرين.
حدثت ظاهرة مشابهة في ولاية كاليفورنيا عندما سعى أحد المحاربين القدامى في الحرب العالمية الثانية يدعى إدوارد رويبال لنيل مقعد في مجلس مدينة لوس أنجلوس، كان مجلس المدينة نشطًا في تسجيل 15000 ناخب جديد من الأحياء اللاتينية. وتمكن رويبال بفضل هذا الدعم الجديد من الفوز في السباق الانتخابي لعام 1949 ضد عضو المجلس الذي سبقه وأصبح أول أمريكي من أصل مكسيكي يفوز بمقعد في مجلس مدينة لوس أنجلوس منذ عام 1886.
تأسست الجمعية السياسية الأمريكية المكسيكية (MAPA) في مدينة فريسنو بولاية كاليفورنيا عام 1959، ووضعت خطة لخوض الانتخابات السياسية المباشرة. سرعان ما أصبحت الجمعية الصوت السياسي الأساسي لمجتمع الأمريكيين من أصل مكسيكي في ولاية كاليفورنيا.

## المسيرات الطلابية
بدأ الأمريكيون من أصل مكسيكي بعد الحرب العالمية الثانية بتأكيد وجهات نظرهم الخاصة حول تاريخهم ومكانتهم كأمريكيين مكسيكيين في الولايات المتحدة وبدأوا بتحليل ونقد ما يتم تدريسه في المدارس العامة.
عندما كانت الحركة الطلابية نشطة في جميع أنحاء العالم في أواخر الستينيات نظمت حركة الشيكانو احتجاجاتها الخاصة مثل الخروج الجماعي لطلاب المدارس الثانوية والإضرابات في لوس أنجلوس في عام 1970. جرت المظاهرات الطلابية في دنفر وفي شرق لوس انجلوس عام 1968. وكانت هناك أيضًا العديد من المظاهرات خارج مدينة لوس انجلوس. ناضل الطلاب في مدارس لوس أنجلوس الثانوية في مقاطعة إل مونت وألهامبرا وكوفينا سعيًا من أجل حقوقهم. حدثت إضرابات مماثلة في عام 1978 في المدارس الثانوية في مدينة هيوستن احتجاجًا على جودة التعليم الأكاديمي المختلفة للطلاب اللاتينيين. كان هناك أيضا العديد من الاعتصامات الطلابية والاعتراض على خفض تمويل تعليم الأمريكيين من أصل مكسيكي. يمكننا مقارنة مظاهرات الستينيات بمظاهرات عام 2006، والتي كانت بمثابة معارضة لمشروع قانون ضبط الهجرة غير القانونية.

## المنظمات الشبابية والطلابية
تأسست مجموعات طلاب امريكيين من أصل مكسيكي مثل اتحاد الطلاب الأمريكيين المكسيكيين (UMAS) وجمعية الشباب الأمريكية المكسيكية (MAYA) في كاليفورنيا ومنظمة الشباب الأمريكيين المكسيكيين (MAYO) في تكساس في الجامعات والكليات في منتصف الستينيات من القرن العشرين. كان لجنوب تكساس فرع آخر من جمعية (MAYO) والذي حقق تغييرات كبيرة في العنصرية ضمن هذه المنطقة في ذلك الوقت. اجتمعت المنظمات الطلابية المتنوعة في اجتماع تاريخي أقيم في جامعة كاليفورنيا في نيسان من عام 1969 تحت الاسم الجديد (MECHA). نمت الحركة بين عامي 1969 و 1971 بسرعة في كاليفورنيا من خلال وجود مراكز نشاط رئيسية في الحرم الجامعي في جنوب كاليفورنيا، وإقامة عدد قليل من المراكز على طول الساحل الشرقي في (رابطة اللبلاب). وبحلول عام 2012 كان لدى حركة (MECHA) أكثر من 500 قسم تشمل جميع مجموعات الطلاب الأمريكيين، لكن نشاطاتهم تطورت إلى المشاركة في الحملات السياسية والاحتجاجات المختلفة ضد القضايا الأكثر أهمية مثل عنف الشرطة وحرب الولايات المتحدة في جنوب شرق آسيا. تبنت مجموعة القبعات البنية (وهي مجموعة من الشباب تأسست في كاليفورنيا) أيديولوجية أكثر تطرفًا وقومية.

## نشاطات الحركة المناهضة للحرب
نظّم نشطاء حركة الشيكانو مظاهرات مناهضة لحرب فيتنام بالإضافة إلى أنشطة في جميع أنحاء الجنوب الغربي وفي المجتمعات الأمريكية المكسيكية الأخرى من تشرين الثاني عام 1969 حتى آب عام 1971. ركزت الحركة على معدل الوفيات المرتفع وغير المتكافئ للجنود الأمريكيين المكسيكيين في فيتنام. قررت حركة الشيكانو بعد أشهر من المظاهرات والمؤتمرات تنظيم مظاهرة وطنية ضد الحرب في 29 آب عام 1970. بدأت المسيرة في حديقة بلفيدير في لوس أنجلوس وتوجهت نحو حديقة لاجونا (التي أُعيدت تسميتها باسم حديقة روبن سالازار) بتعداد 20 ألف إلى 30 ألف شخص. أصبح الاحتجاج عنيفًا عندما بدأ اضطراب في حديقة لاجونا. كان يوجد أشخاص من جميع الأعمار في المظاهرة لأنه كان من المفترض أن تكون حدثًا سلميًا. ادعى نقباء الشرطة الذين تواجدوا في المظاهرة أنهم كانوا يعالجون حادثة سرقة في متجر قريب لبيع الخمور شملت بعض الأمريكيين من أصل مكسيكي الذين زُعِم أنهم سرقوا بعض المشروبات. وأضافت الشرطة أيضًا أنه عند وصولهم أصيبوا بالحجارة. وبمجرد وصول قائد الشرطة قيل له أن التجمع غير قانوني مما جعل الأمور تذهب نحو العنف. وقد أُطلق الغاز والرذاذ المسيل للدموع في كل مكان، وضُرب المتظاهرون بالعصيّ وتم اعتقالهم. وتمت اعتبار إلى ذلك الحدث من أعمال الشغب، وقد سماه البعض (شغب الشرطة) للتأكيد على أن الشرطة هي من بدأت بإثارة الشغب.

## العلاقات مع الشرطة
شرح إدوارد إسكوبار ضمن أعماله العلاقة بين مختلف الحركات والمظاهرات بما في ذلك العلاقة بين حركة الشيكانو وإدارة شرطة لوس أنجلوس بين الأعوام 1968 - 1971. وتحدث كيف «دفع عنف الشرطة نشاط حركة الشيكانو إلى مستوى جديد بدلًا من إخضاعه، وسبب ذلك مشكلة للشرطة أكبر من المشكلة التي كانت موجودة في الأصل». قُتل الصحفي الشهير روبن سالازار في إحدى مظاهرات حركة الشيكانو المناهضة للحرب على يد الشرطة بعد أن أطلقوا قذيفة غاز مسيل للدموع في مقهى سيلفر دولار حيث كان يقوم بتغطية المظاهرة وأعمال الشغب إعلاميًا.

## فن حركة الشيكانو
كان فن الحركة ازدهارًا لفن الأمريكيين من أصل مكسيكي والذي أوقده النشاط السياسي المتزايد والاعتزاز الثقافي. ازدهرت الفنون البصرية والموسيقى والأدب والرقص والمسرح وغيرها من أشكال التعبير في حركة الشيكانو. تطورت فنون حركة الشيكانو بشكل كبير خلال القرن العشرين. قدم الأمريكيون من أصل مكسيكي ثروة من الثقافة مثل الرسم والنحت. وتدفقت أيضًا الروايات والشعر والقصص القصيرة والمقالات والمسرحيات من أقلام كتاب حركة الشيكانو المعاصرين. كما ازداد عدد المراكز الثقافية المكسيكية الأمريكية واللاتينية والمسارح والمهرجانات السينمائية والمتاحف والمعارض والعديد من المنظمات الثقافية والفنية الأخرى منذ ذلك الوقت.
تطورت فنون حركة الشيكانو خلال الستينات من القرن الماضي. خلق فنانو حركة الشيكانو نمط ثقافة ثنائي شمل الثقافات الأمريكية والمكسيكية. يمكن إيجاد النمط المكسيكي من خلال استخدامهم للألوان الفاتحة والرسوم التعبيرية. وقد أثّر العامل الإقليمي بالفن بشكل قوي جدًا. يمكن العثور على بعض الرسوم الجدارية لحركة الشيكانو في كاليفورنيا.
تأثر فنانو حركة الشيكانو بعد ذلك بنحو 20 سنة بالأولويات السياسية وقيم المجتمع. كما أصبحوا أكثر قبولًا في المجتمع. وحظوا بأهمية أكبر من خلال صنع قطع فنية للمتاحف، والتي جلبت أشكالًا جديدة من الأعمال الفنية. برز دور المرأة بقوة في العالم الفني في أواخر سبعينات القرن العشرين.
كانت صحافة حركة الشيكانو عنصرًا هامًا من عناصر الحركة لنشر تاريخ وأدب وأخبار الأمريكيين من أصل مكسيكي الحالية. خلقت الصحافة حلقة وصل مع المجتمع المحيط لصنع هوية حركة الشيكانو ومجتمعهم الوطني. كانت رابطة الصحافة (CPA) التي أُنشئت في عام 1969 هامة لتطوير هذه الروح الوطنية. ذكرت رابطة الصحافة المؤقتة بأن الصحافة النشطة كانت أساسًا لتحرير الامريكيين من أصل مكسيكي، ومثلت حوالي عشرين صحيفة كان معظمها في كاليفورنيا وتواجدت أيضًا في جميع أنحاء الجنوب الغربي.
كما أنشأ الأمريكيون من أصل مكسيكي جرائد طلابية خاصة بهم في العديد من الكليات الجامعية، لكن العديد منها توقف عن النشر خلال عام أو عامين من إطلاقها أو تم دمجها مع صحف أخرى أكبر. كما أنشأت منظمات مثل القبعات البنية و (MECHA) صحفًا مستقلة خاصة بها. وقد نشرت مجتمعات الأمريكيين من أصل مكسيكي صحفًا مثل (صرخة الشمال - El Grito del Norte) في دنفر و (كاراكول - Caracol) في سان أنطونيو. ارتبطت أكثر من 300 صحيفة ومجلة دورية في جميع المجتمعات الكبيرة والصغيرة بحركة الشيكانو.